# 1249-й отдельный сапёрный батальон
1249-й отдельный сапёрный батальон  — воинская часть в вооружённых силах СССР во время Великой Отечественной войны.

## История
Сформирован осенью 1941 года, до февраля 1942 года занят на строительстве тыловых оборонительных рубежей.
В составе действующей армии с 20 февраля 1942 года по 1 сентября 1942 года.
В январе 1942 года был направлен на Волховский фронт, где до июня 1942 года находился в распоряжении 52-й армии, обеспечивая строительство её укреплений и коммуникаций. Дислоцируется в районе деревни Шевелёво, обеспечивает переправу через Волхов у деревни Русса и коммуникации у Ямно. В июне 1942 года вошёл в состав 3-й сапёрной бригады и продолжил строительство оборонительных рубежей на Волхове
4 сентября 1942 года расформирован. Личный состав батальона обращён на формирование 198-го и 199-го батальонов инженерных заграждений сформированной 39-й инженерной бригады спецназначения
Командовал батальоном военный инженер 3-го ранга Ермилов.

## Подчинение
| Подчинение по месяцам | Подчинение по месяцам | Подчинение по месяцам | Подчинение по месяцам | Подчинение по месяцам |
| Дата                  | Фронт (округ)         | Армия                 | Бригада               | Примечания            |
| --------------------- | --------------------- | --------------------- | --------------------- | --------------------- |
| 1 февраля 1942 года   | Волховский фронт      | -                     | -                     | —                     |
| 1 марта 1942 года     | Волховский фронт      | -                     | -                     | —                     |
| 1 апреля 1942 года    | Волховский фронт      | -                     | -                     | —                     |
| 1 мая 1942 года       | Волховский фронт      | -                     | -                     | —                     |
| 1 июня 1942 года      | Волховский фронт      | -                     | -                     | —                     |
| 1 июля 1942 года      | Волховский фронт      | -                     | -                     | 3-я сапёрная бригада  |
| 1 августа 1942 года   | Волховский фронт      | -                     | -                     | 3-я сапёрная бригада  |
| 1 сентября 1942 года  | Волховский фронт      | -                     | -                     | -                     |